# Dimitrie Gerota
Dimitrie Gerota (n. 17 iulie 1867, Craiova, România – d. 3 martie 1939, București, România) a fost un medic român, radiolog și urolog, membru corespondent al Academiei Române.

## Viața de familie
Dimitrie Gerota s-a născut ca fiu al preotului Dimitrie Constantin Gerota și al Mariei Gerota.
A fost căsătorit cu Maria Draghiescu, fiica altui medic român care, alături de Carol Davila, a fost unul din ctitorii medicinii românești. A avut un fiu, Dimitrie Gerota.

## Cariera
Dimitrie Gerota este admis la Facultatea de Medicină din București (în 1886) pe care o termina în 1892. Timp de 4 ani și-a continuat studiile la Paris. Întors în țară, a început să practice medicina, în paralel fiind și cadru didactic. Începând cu octombrie 1897, predă anatomia la Școala Națională de Arte Frumoase din București, unde îl are, ca student, pe Constantin Brâncuși, care îi fusese recomandat doctorului de tatăl său. „Jupuitul”, una din lucrările lui Brâncuși, a fost rodul învățăturilor lui Gerota, care va păstra un exemplar până la sfârșitul vieții. Profesorul Gerota îl va ajuta pe Brâncuși să plece la Paris și-i va asigura chiar un venit lunar.
Dimitrie Gerota a efectuat cercetări privitoare la anatomia și fiziologia vezicii urinare și a apendicelui, a preconizat o tehnică de injectare a vaselor limfatice, cunoscută în literatura de specialitate drept „metoda Gerota”. De numele său se leagă și aplicarea primelor radiografii din România, fiind considerat cel dintâi radiolog român. A înființat, în 1907, la București, un spital — Sanatoriul Dr. Gerota — în care erau operați și îngrijiți numeroși bolnavi, precum și un muzeu de mulaje anatomico–chirurgicale lucrate în întregime de el.
A descris pentru prima dată fascia pararenală, care îi poartă astăzi numele. În orice tratat de urologie contemporan fascia este denumită drept fascia Gerota.
În noiembrie 1936, în urma publicãrii unor articole în care criticã aspru persoana și politica regelui Carol al II-lea, Dimitrie Gerota este arestat și încarcerat la Malmaison. Este eliberat în urma protestelor studenților mediciniști. Dimitrie Gerota a fost arestat din nou, intemnițat la Jilava și trimis în judecată organelor militare. Procesul nu are însă loc iar el este pus în libertate.